# Careena Collins
Careena Collins (* 7. November 1967 als Sandee Laureen Johnson in Los Angeles County, Kalifornien) ist eine ehemalige US-amerikanische Pornodarstellerin und Regisseurin.

## Karriere
Careena Collins begann ihre Karriere 1985 und beendete sie 2009. Laut IAFD hat sie in 100 Filmen mitgespielt. Als Regisseurin hat sie 9 Filme gedreht.
Sie ist Mitglied der AVN Hall of Fame und der XRCO Hall of Fame. Sie konnte mehrere AVN und XRCO Awards gewinnen.

## Auszeichnungen
- AVN Hall of Fame
- XRCO Hall of Fame
- 1996 XRCO Award – Best Anal Sex Scene – The Bottom Dweller 33 1/3
- 1996 XRCO Award – Best Male-Female Scene – Kink
- 1996 XRCO Award – Best Girl-Girl Sex Scene – Takin’ It to the Limit 6
- 1996 AVN Award – Best All-Girl Sex Scene, Video – Takin’ It to the Limit 6
- 1996 AVN Award – Best Anal Sex Scene, Video – The Bottom Dweller 33 1/3
- 1997 XRCO Award – Best Anal or DP Scene – Car Wash Angels
- 1997 XRCO Award – Best Girl-Girl Scene – Beyond Reality 1
- 1998 AVN Award – Best Anal Sex Scene, Video – Butt Banged Naughty Nurses